# Heimgarten
Le Heimgarten est un sommet des Alpes, à 1 791 m d'altitude, dans les Préalpes bavaroises, en Allemagne (Bavière).